# ولچوا
ولچوا (به لاتین: Velchevo) یک منطقهٔ مسکونی در بلغارستان است که در شهرستان آپریلتسی واقع شده‌است.